# Aenictophyton
Aenictophyton, biljni rod iz porodice mahunarki smješten u tribus Bossiaeeae. Postoje dvije vrste, grmovi, obje su australski endemi.

## Etimologija
Lastinsko ime roda dolazi iz grčkih riječi ainiktos “zbunjujući” i phyton “biljka”, a odnosi se na poteškoće koje je A.T. Lee imala u klasifikaciji ove biljke.

## Opis
Suptropsko grmlje. Pogoduju mu crvena pjeskovita tla. Podsjeća na Bossiaea od koje se razlikuje po tome što ima cvjetove u opuštenim završnim gronjama i nije pokriven nizom papirastih smeđih brakteja

## Rasprostranjenost
Eremejska zona (botanička regija u Zapadnoj Australiji) istočno i zapadno od granice Zapadne Australije i Sjevernog teritorija. 

## Vrste
1. Aenictophyton anomalum (F.Muell.) I.Thomps.
2. Aenictophyton reconditum A.T.Lee